# علي أحمد (لاعب كريكت)
علي أحمد (13 ديسمبر 1994 - ) (بالهولندية: Ali Ahmed)‏ هو لاعب كريكت هولندي.

## وصلات خارجية
- علي أحمد على موقع إي آس بي آن كريك إنفو (الإنجليزية)